# EGOV-Rechner
Der eGOV-Rechner ist ein Computerprogramm zur Kosten-Nutzen-Analyse bei der Umstellung klassischer Verwaltungsprozesse auf digitale Geschäftsprozesse. 

## Entwicklung
Entwickelt wurde das Programm vom Fraunhofer-Institut für Arbeitswirtschaft und Organisation (IAO) im Rahmen verschiedener Referenzprojekte und steht als Open-Source-Werkzeug zur Verfügung.
Zielpublikum sind die politischen Entscheidungsträger bei der Änderung behördlicher Abläufe, die mit diesem Tool Kosten-Nutzen-Aspekten für die beteiligten Behörden, aber auch für die Bürger- und Unternehmensseite analysieren und einander gegenüberstellen können. Zielsetzung der Vorgehensweise soll die monetäre Bewertung der Vorteilhaftigkeit von E-Government sein. Entscheidende Größe, die mit dem eGOV-Rechner ausgerechnet werden kann, ist der Transformationseffekt pro Prozess in Euro.
Der eGOV-Rechner steht unter der „Creative Commons. Namensnennung – Weitergabe unter gleichen Bedingungen 2.0 Deutschland“-Lizenz. Diese Open-Source-Lizenzierung erlaubt die Nutzung des Werkzeugs zur selbständigen Berechnung von E-Government-Geschäftsprozessen, sowie die Anpassung, Weiterverteilung und Vervielfältigung der Software.